# Coma America
Coma America è il primo singolo del gruppo musicale hardcore punk Amen, tratto dall'album omonimo.

## Tracce
1. Coma America – 2:19
2. Whores of Hollywood – 1:46
3. Lovers Are Killers – 2:55
4. Life Crime – 1:24
5. Black God – 4:15